# Julie (альбом)
Julie — шестой студийный альбом американской певицы Джули Лондон, выпущенный в 1957 году на лейбле Liberty Records. Продюсером альбома стал Бобби Труп.
На первой церемонии «Грэмми» альбом получил номинацию за лучшую обложку (её автор — Чарльз Уорд), однако уступил Frank Sinatra Sings for Only the Lonely Фрэнка Синатры.

## Отзывы критиков
Рецензент HiFi & Music Review Стэнли Грин заявил: «Тоненький, хрипловатый вокал Джули Лондон всегда казался мне скорее ритмичной инсинуацией, чем настоящим человеческим голосом. Но нельзя отрицать его привлекательность, даже если временами он становится настолько тихим, что практически исчезает».

## Список композиций
| №  | Название            | Автор(ы)                                            | Длительность |
| -- | ------------------- | --------------------------------------------------- | ------------ |
| 1. | «Somebody Loves Me» | Джордж Гершвин, Баллард Макдональд, Бадди Девсильва | 3:04         |
| 2. | «Dream of You»      | Джимми Люнсфорд, Майкл Моралес, Сай Оливер          | 2:44         |
| 3. | «Daddy»             | Бобби Труп                                          | 2:20         |
| 4. | «Bye Bye Blackbird» | Рэй Хендерсон, Морт Диксон                          | 2:37         |
| 5. | «Free and Easy»     | Генри Манчини, Бобби Труп                           | 2:21         |
| 6. | «All My Life»       | Сэм Х. Степт, Сидней Д. Митчелл                     | 3:09         |

| №                   | Название                                                  | Автор(ы)                                   | Длительность |
| ------------------- | --------------------------------------------------------- | ------------------------------------------ | ------------ |
| 1.                  | «When the Red, Red Robin (Comes Bob, Bob, Bobbin' Along)» | Гарри М. Вудс                              | 1:46         |
| 2.                  | «Midnight Sun»                                            | Лайонел Хэмптон, Сонни Бёрк, Джонни Мерсер | 2:31         |
| 3.                  | «You’re Getting to Be a Habit with Me»                    | Гарри Уоррен, Эл Дубин                     | 2:32         |
| 4.                  | «Don’cha Go 'Way Mad»                                     | Иллинойс Жаке, Джимми Манди, Эл Стиллман   | 2:40         |
| 5.                  | «Back Home Again in Indiana»                              | Баллард Макдональд, Джеймс Ф. Ханли        | 2:56         |
| 6.                  | «For You»                                                 | Джозеф Бёрк, Эл Дубин                      | 2:41         |
| Общая длительность: | Общая длительность:                                       | Общая длительность:                        | 31:21        |

## Участники записи
- Джули Лондон — вокал
- Джорджи Олд[англ.] — тенор-саксофон
- Бенни Картер — альт-саксофон
- Пит Кандоли[англ.] — труба
- Джек Шелдон[англ.] — труба
- Бадди Коллетт[англ.] — саксофон
- Бад Шэнк[англ.] — саксофон
- Джимми Роулз — пианист, аранжировщик
- Эл Хендриксон[англ.] — гитара
- Рэй Лизервуд[англ.] — контрабас
- Тед Кип[англ.] — звукорежиссёр
- Бобби Труп[англ.] — продюсер